# Sigismondo Brandolini Rota

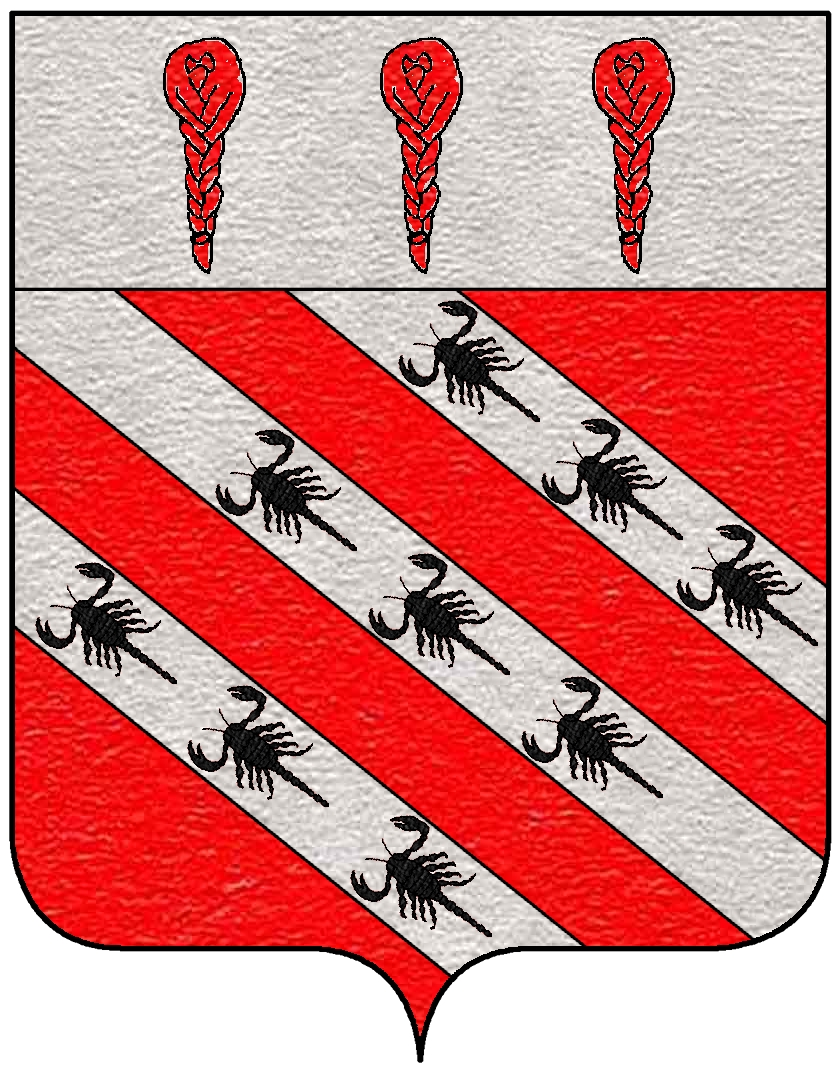
Stemma dei Brandolini

Sigismondo Brandolini Rota (San Cassiano del Meschio, 14 aprile 1823 – Ceneda, 8 gennaio 1908) è stato un vescovo cattolico italiano.

## Biografia
Figlio di Gerolamo e di Vendramina Grimani, apparteneva ai Brandolini Rota, famiglia di antica nobiltà che sin dall'epoca della Serenissima aveva assunto ruoli di primo piano nella vita politica ed ecclesiastica dell'alto trevigiano. Aveva una sorella (che si fece suora) e cinque fratelli, tra i quali spicca il politico Annibale Brandolin.
Già arciprete di Miane, nel 1877 fu preconizzato vescovo di Chioggia ma ne fu dispensato, come richiesto da lui stesso, da papa Pio IX.
Il 28 febbraio 1879 veniva quindi nominato vescovo titolare di Oropo, divenendo al contempo vescovo coadiutore di Ceneda. Resse la diocesi dal 27 marzo 1885 sino alla morte.
Nel 1893 innalzò a proprie spese una nuova ala del seminario vescovile.
È noto in quanto invitò san Leonardo Murialdo, fondatore dei Giuseppini, ad aprire un'opera a Oderzo: nel 1889 fu così fondato il Collegio Murialdino, più tardi intitolato allo stesso vescovo Brandolini.

## Genealogia episcopale
La genealogia episcopale è:
- Cardinale Scipione Rebiba
- Cardinale Giulio Antonio Santori
- Cardinale Girolamo Bernerio, O.P.
- Arcivescovo Galeazzo Sanvitale
- Cardinale Ludovico Ludovisi
- Cardinale Luigi Caetani
- Cardinale Ulderico Carpegna
- Cardinale Paluzzo Paluzzi Altieri degli Albertoni
- Papa Benedetto XIII
- Papa Benedetto XIV
- Cardinale Enrico Enriquez
- Arcivescovo Manuel Quintano Bonifaz
- Cardinale Buenaventura Córdoba Espinosa de la Cerda
- Cardinale Giuseppe Maria Doria Pamphilj
- Papa Pio VIII
- Papa Pio IX
- Cardinale Flavio Chigi
- Vescovo Sigismondo Brandolini Rota